# خواص نوری نانولوله‌های کربنی
خواص نوری نانولوله‌های کربنی ارتباط زیادی با موضوع علم مواد دارد. نحوه تعامل این مواد با تشعشعات الکترومغناطیسی از بسیاری جهات منحصر به فرد است، همانطور که جذب خاص، نورتابی (فلورسانس) و طیف‌های رامان این موضوع را نشان می‌دهد.
نانولوله‌های کربنی مواد «یک بعدی» منحصربه‌فردی هستند که فیبرهای توخالی (لوله‌های) آن ساختار اتمی و الکترونیکی منحصر به فرد و بسیار منظمی دارند و می‌توانند در ابعاد وسیعی ساخته شوند. قطر معمولاً از 0.4 تا 40 نانومتر متغیر است (یعنی محدوده 100 برابر). با این حال، طول می تواند به ۵۵٫۵ سانتیمتر (۲۱٫۹ اینچ) برسد، که دلالت بر نسبت طول به قطر تا 132,000,000:1 دارد، که هیچ ماده دیگری نظیر آن نیست.  در نتیجه، تمام خواص الکترونیکی، نوری، الکتروشیمیایی و مکانیکی نانولوله‌های کربنی بسیار ناهمسانگرد (وابسته جهت) و قابل تنظیم هستند. 
هنوز توسعه کاربرد نانولوله‌های کربنی در اپتیک و فوتونیک، کمتر از سایر زمینه‌ها است. برخی از ویژگی‌هایی که ممکن است منجر به استفاده عملی در این زمینه‌ها شود عبارتند از تنظیم پذیری و انتخاب طول موج. دیودهای ساطع کننده نور ( LED )،  بولومتر  و حافظه نوری الکترونیکی  از جمله کاردبردهای استفاده شده این مواد در زمینه‌های اپتیک و فوتونیک می‌باشد.
جدای از کاربردهای مستقیم، خواص نوری نانولوله‌های کربنی می‌تواند در ساخت و کاربرد آنها در زمینه‌های دیگر بسیار مفید باشد. روش‌های طیف‌سنجی امکاناتی همچون شناسایی سریع و غیرمخرب مقادیر نسبتاً زیادی از نانولوله‌های کربنی، اندازه‌گیری دقیق محتوای کربن غیر لوله‌ای، نوع لوله و کایرالیته، نقص‌های ساختاری، و بسیاری از خواص دیگر را ارائه می‌دهند. شناخت این موارد به طور مستقیم در تعیین کاربردهای این مواد اثر گذار است.

## ساختار هندسی

### زاویه کایرال
نانولوله‌های کربنی تک جداره (SWCNT) را می‌توان به‌عنوان نواری از یک مولکول گرافن (یک ورقه منفرد از گرافیت) در نظر گرفت که نورد شده و به یک استوانه بدون درز متصل می‌شود. ساختار نانولوله را می توان با عرض این نوار فرضی (یعنی محیط c یا قطر d لوله) و زاویه α نوار نسبت به محورهای تقارن اصلی، شبکه گرافن شش ضلعی را مشخص کرد. این زاویه که ممکن است از 0 تا 30 درجه متغیر باشد، "زاویه کایرال" لوله نامیده می شود.

### نماد گذاری (n،m)
همچنین ساختار را می توان با دو شاخص عدد صحیح ( n, m ) توصیف کرد که عرض و جهت آن نوار فرضی را به عنوان مختصات در یک چارچوب مرجع اساسی شبکه گرافن توصیف می‌کند. اگر اتم های اطراف هر حلقه 6 عضوی گرافن به ترتیب از 1 تا 6 شماره‌گذاری شوند، دو بردار u و v آن قاب به ترتیب جابجایی از اتم 1 به اتم های 3 و 5 هستند. این دو بردار طول یکسانی دارند و جهت آنها 60 درجه از هم فاصله دارد. سپس بردار w = n u + m v به عنوان محیط لوله باز نشده روی شبکه گرافن تفسیر می‌شود. هر نقطه A1 در یک لبه نوار را به نقطه A2 در لبه دیگر مرتبط می‌کند که با پیچاندن نوار با آن مشخص می‌شود. سپس زاویه کایرال α زاویه بین u و w است.   
جفت‌هایی (n, m) که ساختارهای لوله مجزا را توصیف می‌کنند آن‌هایی هستند که n {\displaystyle \leq } 0 {\displaystyle \leq } m و n > 0 دارند. تمام خصوصیات هندسی لوله مانند قطر، زاویه کایرال و تقارن را می توان با این شاخص‌ها محاسبه کرد.

همچنین نوع آن ساختار الکترونیکی لوله را نیز تعیین می‌کند. به طور خاص،  اگر | m – n | مضرب 3 باشد لوله مانند یک فلز عمل می‌کند و در غیر این صورت مانند یک نیمه هادی است.

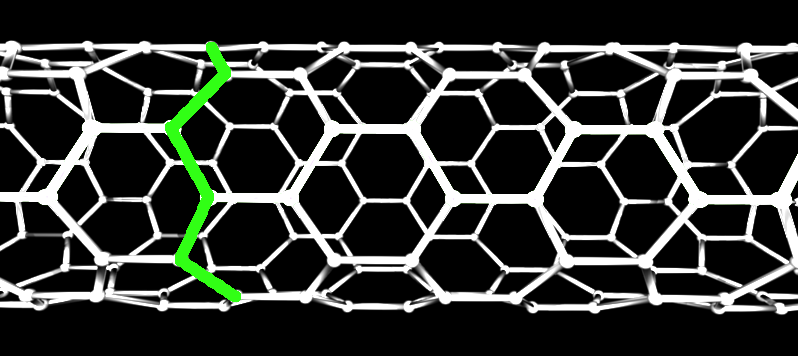
نانولوله زیگزاگ

### لوله های زیگزاگ و صندلی
لوله هایی از نوع ( n, m ) با n = m (زاویه کایرال = 30 درجه) "صندلی راحتی" و لوله هایی با m = 0 (زاویه کایرال = 0 درجه) "زیگزاگ" نامیده می‌شوند. این لوله‌ها دارای تقارن آینه ای هستند و می‌توان آنها را به صورت پشته‌هایی از مسیرهای بسته ساده (به ترتیب مسیرهای "زیگزاگ" و "صندلی راحتی") مشاهده کرد.

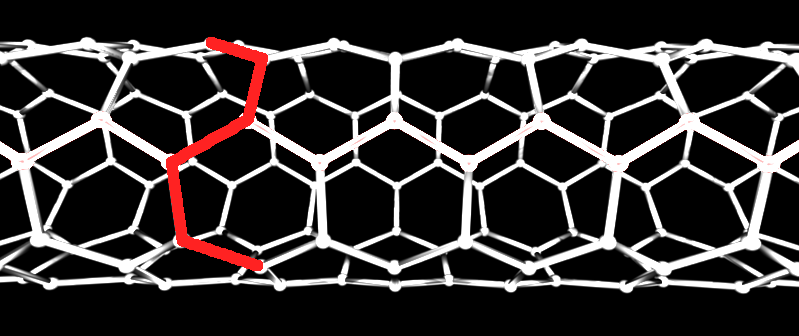
نانولوله صندلی

## ساختار الکترونیکی

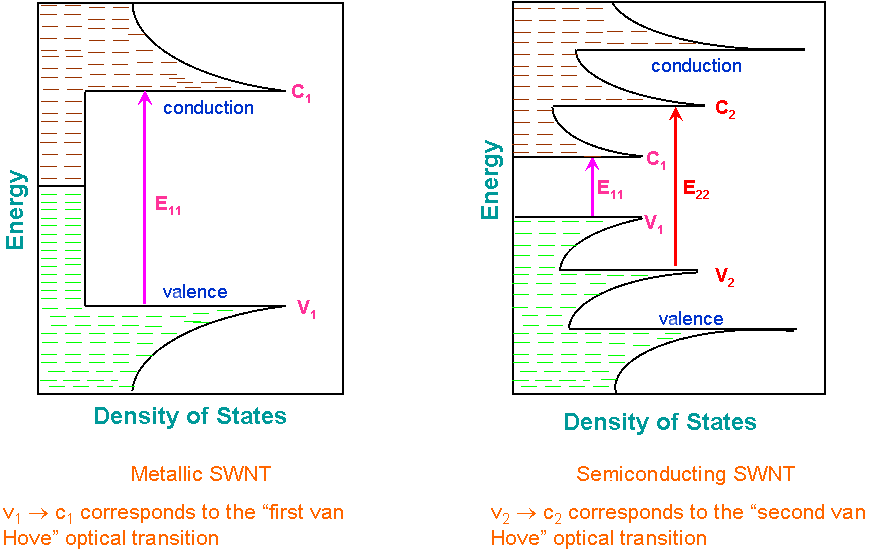

خواص نوری نانولوله‌های کربنی تا حد زیادی توسط ساختار الکترونیکی منحصر به فرد آنها تعیین می‌شود. چرخاندن شبکه گرافن بر ساختار آن تأثیر می‌گذارد. این تاثیر به شدت به نوع ساختار هندسی ( n, m ) بستگی دارد.

### تکینگی‌های ون هوو (Van Hove)
یکی از ویژگی‌های کریستال‌های یک بعدی این است که توزیع چگالی حالات آنها (DOS) تابع پیوسته انرژی نیست، اما به تدریج پایین می‌آید و سپس در یک سنبله ناپیوسته افزایش می یابد. به این قله‌های تیز، تکینگی‌های وان هوو می‌گویند. در مقابل، مواد سه بعدی دارای DOS پیوسته هستند.

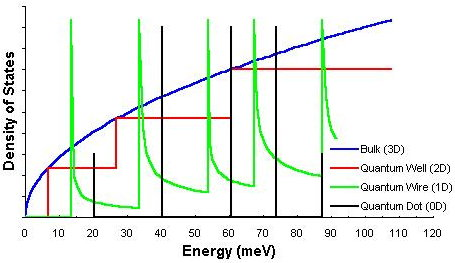
یک ماده سه بعدی حجیم (آبی) دارای DOS پیوسته است، اما سیم 1 بعدی (سبز) دارای تکینگی Van Hove است.

تکینگی‌های Van Hove منجر به خواص نوری قابل توجه نانولوله‌های کربنی زیر می‌شود:
- اگر انتقال نوری بین v1 − c1 , v2 − c2 ,... رخ دهد، آنگاه حالت نانولوله‌های نیمه رسانا یا فلزی را دارند و به طور سنتی به عنوان S 11 ، S 22 ، M 11 ، ... نام‌گذاری می‌شوند. و اگر "رسانایی" لوله ناشناخته یا بی‌اهمیت باشد، به عنوان E 11 ، E 22 ، ... برچسب‌گذاری می‌شوند. انتقال متقاطع c1 − v2, c2 − v1 , ... دوقطبی ممنوع هستند و بنابراین بسیار ضعیف‌اند، اما احتمالاً با استفاده از هندسه نوری قطبی متقاطع مشاهده شده‌اند. [۹]
- انرژی بین تکینگی‌های ون هوو به ساختار نانولوله بستگی دارد. بنابراین با تغییر این ساختار، می‌توان ویژگی‌های اپتوالکترونیکی نانولوله‌های کربنی را تنظیم کرد. چنین تنظیم دقیقی به طور تجربی با استفاده از نور UV نانولوله‌های کربنی پراکنده در پلیمر نشان داده شده است. [۱۰]
- انتقال‌های نوری نسبتاً تیز (~10emV) و قوی هستند. در نتیجه، تحریک انتخابی نانولوله‌هایی که دارای (n,m) شاخص‌های خاصی هستند و همچنین تشخیص سیگنال‌های نوری از نانولوله‌های جداگانه نسبتاً آسان است.

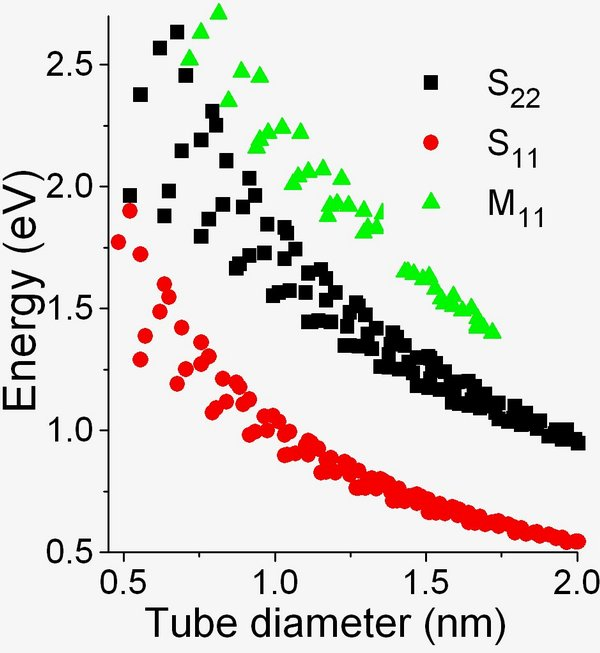
در این نمودار کاتاورا، انرژی یک انتقال الکترونیکی با افزایش قطر نانولوله کاهش می‌یابد.

### طرح کاتاورا
ساختار نواری نانولوله‌های کربنی با شاخص‌های مشخص (n، m) را می‌توان به راحتی محاسبه کرد.  یک نمودار نظری بر اساس این محاسبات در سال 1999 توسط Hiromichi Kataura برای منطقی‌سازی یافته‌های تجربی طراحی شد. نمودار کاتاورا، قطر نانولوله و انرژی‌های باند آن را برای همه نانولوله‌ها در یک محدوده قطری مرتبط می‌کند. شکل نوسانی هر شاخه از نمودار Kataura منعکس کننده وابستگی قوی ذاتی ویژگی های SWNT به شاخص (n، m) است نه به قطر آن. به عنوان مثال لوله‌های (10،1) و (8،3) تقریباً قطر یکسانی دارند، اما خواص آن‌ها بسیار متفاوت است: اولی یک فلز است در حالی که دومی یک نیمه هادی است.

## نانولوله‌های کربنی چند جداره
نانولوله‌های کربنی چند جداره (MWNT) ممکن است از چندین لوله تک جداره تو در تو، یا از یک نوار گرافن منفرد تشکیل شده باشد که چندین بار پیچیده شده است. درست مانند یک طومار. مطالعه آنها دشوار است زیرا خواص آن‌ها توسط مشارکت و تعامل همه پوسته‌های منفرد که ساختارهای متفاوتی دارند تعیین می‌شود. علاوه بر این، روش‌های مورد استفاده برای سنتز آن‌ها انتخابی ضعیف بوده و منجر به بروز بیشتر نقص می‌شود.